# Okay S.I.R.
Okay S.I.R. war eine deutsche Vorabendserie, die erstmals 1973 und 1974 in verschiedenen Regionalprogrammen der ARD ausgestrahlt wurde.

## Handlung
Biggy und Conny sind zwei junge Frauen im Dienst einer Münchner Spezialabteilung von Europol. Ihre Vorgesetzte nennt sich S.I.R.: S wie Sicherheit, I wie Information, R wie Recht. Ihre Einsätze führen sie in verschiedene europäische Länder, zum Teil sogar nach Nordafrika, wo sie es mit Mädchenhändlern, Rauschgiftschmugglern oder Juwelendieben zu tun bekommen, Verbrechern, die auch vor Mord nicht zurückschrecken. Obwohl S.I.R. in der Regel vom Schreibtisch aus agiert, muss sie in einigen Fällen auch selber aktiv in die Verbrechensbekämpfung eingreifen.

## Hintergrund
Die Serie war eine Produktion der Bavaria Atelier GmbH im Auftrag der Rundfunkwerbung Stuttgart GmbH. Sie bestand aus 32 Folgen zu je 25 Minuten Länge, Regisseure waren Michael Braun (17 Folgen), Marran Gosov (9 Folgen) und Dieter Lemmel (6 Folgen), die Titelmusik schrieb Klaus Doldinger. Die Drehbücher stammten von mehr als einem Dutzend Autoren (siehe Episodenliste).
Im Intro hörte man in allen Folgen denselben Wortlaut: „Brüssel: Hier wimmelt es von europäischen Behörden. Diese ist neu. Es ist die übernationale Vereinigung der Sicherheitsorgane der europäischen Staaten – EUROPOL. Die Unterwelt kennt längst keine Grenzen mehr und entwickelt ständig neue Methoden – leider. So kommt es immer wieder zu Verbrechen, gegen die die üblichen Methoden der Polizei nicht die rechten Mittel sind. Für solche Fälle hat sich Europol nicht gerade alltägliche Mitarbeiter herangezogen. Unkonventionelle Mitarbeiter mit unkonventionellen Methoden. Zum Beispiel uns: Biggy, Conny, und unser Boss ist eine Dame, sie heißt S.I.R.: S wie Sicherheit, I wie Information, R wie Recht.“
Europol war damals noch eine Fiktion: Die europäische Polizeibehörde dieses Namens wurde erst im Laufe der 1990er Jahre geschaffen.
Das Gebäude, welches als Hauptsitz der Europol deklariert wurde, war in Wirklichkeit bis 1997 der Hauptsitz der Royale Belgie Versicherungen (beziehungsweise bis 2017 der belgische Hauptsitz der AXA Gruppe).
Die Dreharbeiten fanden an verschiedenen europäischen Schauplätzen statt, wie man es schon von einigen vorangegangenen Serien wie Graf Yoster gibt sich die Ehre oder Percy Stuart kannte. Doch während bei den Abenteuern um den smarten Millionärssohn, der um seine Aufnahme in den Excentric-Club kämpft, häufig spanische, hierzulande überwiegend unbekannte Darsteller zum Einsatz kamen, lesen sich die Namen der Gastdarsteller bei Okay S.I.R. teilweise wie das „Who’s who“ der damaligen Schauspielergarde.
Das Fernsehlexikon nennt die Serie ein Zeitzeugnis, „weil die Kleidung der Hauptdarstellerinnen für damalige Verhältnisse im Fernsehen wirklich ungewöhnlich war“ und zieht auch insoweit Vergleiche mit der US-amerikanischen Serie Drei Engel für Charlie, die zwei Jahre später im US-Fernsehen auf Sendung ging. Im Rahmen eines Themenabends des deutschen Fernsehmuseums im Jahr 2001, das sich mit Sendungen beschäftigte, die unter Drogeneinfluss entstanden sein mussten, wurde eine Folge der Serie Okay S.I.R. gezeigt.

## Episodenliste
Hinsichtlich der Erstausstrahlung konnten nur die Sendetermine des damaligen Süddeutschen Rundfunks ermittelt werden. Danach wurden die einzelnen Folgen offensichtlich nicht in der Reihenfolge ihrer Produktion gesendet und die Serie auch nicht – wie von der Krimihomepage vermutet – in zwei Staffeln gedreht. Weshalb nach der Ausstrahlung der ersten Folge über fünf Monate vergingen, bis die übrigen Episoden dann im Wochenrhythmus gesendet wurden, bleibt unklar.
In der zweiten Spalte der nachstehenden Liste ist die laufende Nummer der Produktion genannt.
| Folge (Sendedatum) | Folge (Produktion) | Sendetermin        | Titel                         | Autor                           | Gastschauspieler (Auswahl)                                                              |
| ------------------ | ------------------ | ------------------ | ----------------------------- | ------------------------------- | --------------------------------------------------------------------------------------- |
| 1                  | 18                 | 28. Februar 1973   | Eine Reise mit Papa           | Wilfried Schröder               | Ferdy Mayne                                                                             |
| 2                  | 3                  | 3. August 1973     | Ausverkauf im Allgäu          | Plym Pahl                       | Lukas Ammann, Fred Haltiner, Alfons Höckmann, Panos Papadopulos                         |
| 3                  | 16                 | 10. August 1973    | Das Gegenstück                | Plym Pahl                       | Eva Maria Meineke, Alfred Balthoff, Carlo Delle Piane                                   |
| 4                  | 29                 | 17. August 1973    | In diskreter Mission          | Plym Pahl, Henry Sokal          | Rüdiger Bahr, Brigitte Neumeister, Kurt Jaggberg, Rainer Artenfels                      |
| 5                  | 9                  | 24. August 1973    | In Bombenform                 | Theo van Alst                   | Hans Hermann Schaufuß, Klaus Grünberg, Hans Hass                                        |
| 6                  | 20                 | 31. August 1973    | Die Laus im Pelz              | Georg Althammer, Plym Pahl      | Gunter Berger, Veith von Fürstenberg                                                    |
| 7                  | 28                 | 7. September 1973  | Aus der Traum                 | Plym Pahl                       | Alexander Hegarth, Harry Hardt, Michael Toost                                           |
| 8                  | 26                 | 14. September 1973 | Der letzte Schrei             | Dieter Bochow, Marran Gosov     | Dieter Augustin, Art Brauss, Günther Kaufmann                                           |
| 9                  | 22                 | 21. September 1973 | Nicht gerade damenhaft        | Plym Pahl                       | Henry van Lyck, Kai Fischer, Ingeborg Moosholzer, Josef Moosholzer                      |
| 10                 | 14                 | 28. September 1973 | …die Liebe …die Liebe         | Michael Braun                   | Reiner Schöne, Annemarie Wendl                                                          |
| 11                 | 27                 | 5. Oktober 1973    | Falsche Tasten                | Peter Scheibler                 | Otto Tausig, Ulrich Beiger, Heinrich Trimbur                                            |
| 12                 | 4                  | 12. Oktober 1973   | Hostessen mit kleinen Fehlern | Hartmut Grund                   | Horst Naumann, Harry Kalenberg, Werner Abrolat, Rolf Wanka                              |
| 13                 | 25                 | 19. Oktober 1973   | Schutzengel                   | Georg Althammer                 | Wolfgang Preiss, Rolf Schimpf, Gernot Duda                                              |
| 14                 | 1                  | 26. Oktober 1973   | Der Trick                     | Dieter Bochow                   | Helmut Oeser, Klaus Abramowsky, Paul Bühlmann, Rolf Arndt                               |
| 15                 | 15                 | 2. November 1973   | Einen für den anderen         | Theo van Alst                   | Gert Haucke, Friedrich Georg Beckhaus, Hubert Mittendorf                                |
| 16                 | 7                  | 9. November 1973   | Kastanien aus dem Feuer       | Plym Pahl                       | Wolfried Lier, Joachim Hansen, Kurt Ackermann, Jan Groth, Sepp Wäsche, Fred Stillkrauth |
| 17                 | 5                  | 16. November 1973  | Naturhof Felicitas            | Werner Bardili                  | Alexander Golling                                                                       |
| 18                 | 24                 | 23. November 1973  | Im Reich der Träume           | Kurt Rittig                     | Adrian Hoven, Konrad Georg, Johannes Buzalski                                           |
| 19                 | 23                 | 30. November 1973  | Eine zündende Idee            | Dieter Bochow                   | Harald Dietl, Elke Aberle, Uli Steigberg, Max Griesser                                  |
| 20                 | 31                 | 7. Dezember 1973   | Opa Janopot                   | Georg Althammer                 | Karl Paryla, Imo Heite                                                                  |
| 21                 | 17                 | 14. Dezember 1973  | Alte Rechnungen               | Karl Heinz Willschrei           | Claus Biederstaedt, Joachim Wichmann, Alois Maria Giani                                 |
| 22                 | 30                 | 21. Dezember 1973  | Der Graf unter Wasser         | Wilfried Schröder               | Walter Schmidinger, Kurt Sobotka, Rolf Schimpf                                          |
| 23                 | 11                 | 4. Januar 1974     | Einspielungen                 | Hartmut Grund                   | Eva Pflug, Liane Hielscher, Monika Schwarz, Wolf Rahtjen                                |
| 24                 | 10                 | 11. Januar 1974    | Gefährliche Partnerschaft     | Plym Pahl, Georg Althammer      | Herbert Stass, Pit Krüger                                                               |
| 25                 | 32                 | 18. Januar 1974    | Die Weinprobe                 | Plym Pahl, A. E. von Richthofen | Dolores Schmidinger, Raoul Retzer, Karl Schwetter, Hans-Joachim Schmiedel               |
| 26                 | 21                 | 25. Januar 1974    | Ein glatter Fall              | Plym Pahl                       | Ernst Fritz Fürbringer, Petra Schürmann, Rolf Zacher, Rainer Basedow, Gunter Sachs      |
| 27                 | 13                 | 1. Februar 1974    | Ein Motiv mit Hintergrund     | Dieter Bochow                   | Werner Bruhns, Michael Hinz                                                             |
| 28                 | 8                  | 8. Februar 1974    | Klare Linien                  | Werner Bardili, Michael Braun   | Gisela Trowe, Peter Capell, Heino Hallhuber, Peter Dornseif                             |
| 29                 | 19                 | 15. Februar 1974   | Sand im Getriebe              | Theo von Alst, Hartmut Grund    | Ivan Desny, Eberhard Peiker, Peter Moland, Günther Kaufmann                             |
| 30                 | 6                  | 22. Februar 1974   | Der Tizianclub                | Karl Heinz Willschrei           | Walter Buschhoff, Günther Stoll, Helmut Fischer, Karl-Heinz Peters                      |
| 31                 | 2                  | 1. März 1974       | Institut Syrakus              | Eva Mieke                       | Rosemarie Fendel, Wolfgang Weiser, Alexander Hegarth                                    |
| 32                 | 12                 | 8. März 1974       | Der Star und die Sterne       | Wilfried Schröder               | Peter Eschberg, Peter Oehme, Detlof Krüger                                              |

## Wiederholungen
Die Serie wurde später gelegentlich wiederholt, so beispielsweise 1985 auf RTLplus, 1987 auf Eins Plus, 1995 und 1998/99 auf N3 sowie 2007/2008 bei Einsfestival. 2015, 2017 und 2019 wurde sie im Nachtprogramm des SWR wiederholt.